# Der Narr auf Manegg
Der Narr auf Manegg ist eine zwischen November 1876 und April 1877 als Zeitschriftenvorabdruck in fünf Folgen in der Deutschen Rundschau veröffentlichte Erzählung von Gottfried Keller über den Verfall der Burg Manegg und das Schicksal der Manesse-Liederhandschrift. Zusammen mit den Novellen Hadlaub und Der Landvogt von Greifensee wurde sie 1877 im ersten Band der Züricher Novellen publiziert.

## Rahmenerzählung
Im Unterschied zu den Erzählungen im zweiten Band werden die die drei ersten von einer Rahmenerzählung zusammengehalten: Der Patenonkel von Jakob besucht den jungen „Herrn Jacques“. Der Neffe hat beschlossen, „Original“ – ein ausgefallener und bedeutender Mensch – zu werden und sich von den gewöhnlichen Mitbürgern abzuheben. Da schlägt ihm der Pate einen Spaziergang zur Burg Manegg vor, die außerhalb der Stadt Zürich oberhalb des Dorfes Leimbach liegt. Auf den Ruinen erzählt der Pate die Geschichte des „Narren von Manegg“.
Nach den beiden Erzählungen von „Hadlaub“ und vom „Narren auf Manegg“ hat Herr Jacques am Beispiel des Butz Falätscher erkannt, dass man nicht wollen soll, zu sein „was man nicht ist“, und es besser ist, sich im Rahmen seiner Möglichkeiten zu engagieren, z. B. als Sammler und Förderer der Künstler. Der Pate tröstet ihn, dass man auch so ein Original werden könne: Wenn bei den Originalen des täglichen Lebens „mit ihrem besonderen Wesen allgemeine Tüchtigkeit, Liebenswürdigkeit und ein mit dem Herzschlag gehender innerlicher Witz verbunden [ist],so üben sie auf ihre zeitliche Umgebung und oft über den nächsten Kreis hinaus eine erhellende und erwärmende Wirkung, die manchen eigentlichen Geniemenschen versagt ist, und ihre Erlebnisse gestalten sich gerne zu kräftigen oder anmutigen Abenteuern“. Mit diesen Worten leitet er zur dritten Novelle „Der Landvogt von Greifensee“ über, die er seinem Neffen zu lesen gibt.

## Binnenerzählung
Auch in der zweiten Züricher Novelle baut Keller in einen historischen Rahmen, den Bedeutungsverlust der Familie Manesse, eine erfundene Haupthandlung über den Zerfall der Burg Manegg und die neuen Besitzer der Liederhandschrift ein: Historische Eckdaten sind die in der Erzählung erwähnten militärischen Erfolg von Rüdiger Manesses Enkel bei Dättwil 1351 und der Einfluss Rüdigers VII als Bürgermeister (ab 1360) auf die Züricher Stadtpolitik.
Die wirtschaftlichen Schwierigkeiten werden von Keller im ersten Teil der Haupthandlung in der Figur des unstetig herumreisenden Ital, Rüdigers VII Sohn, mit seinen unglücklich verlaufenden Aktionen poetisch ausgestaltet. 1393 musste er den größten Teil des Besitzes, u. a. die Stammburg Manegg, verkaufen.
Für den zweiten Teil der Novelle wechselt Keller die Hauptperson und bringt die Liederhandschrift in die Handlung ein. Buz Falätscher, der Sohn aus einer außerehelichen Manesse-Beziehung, ist ein geschwätziger Herumtreiber, über dessen närrische Reden sich die Menschen lustig machen. Eine Weile spielt er den fahrenden Kaplan und behauptet, trotz seiner geringen Bildung, wie seine Vorfahren zum Stiftsherrn eines großen Münsters oder zum Prälaten berufen zu sein. Dann zieht er als Soldat in die italienischen Kriege und prahlt damit, Gefahren zu suchen, um sich auszuzeichnen, weicht aber solchen Situationen aus. So wird er von der Truppe nur als unterhaltsamer Schwätzer mitgeführt und verspottet. Grollend kehrt er nach Zürich zurück. Auf dem Heimweg trifft er eine gutmütige Frau, die sich um ihn kümmert. Sie heiraten sofort und wohnen in einer Lehmhütte am Fuß des Maneggburgfelsens. Butz lässt sich von seiner Frau versorgen, zieht durch Stadt und Land, stiftet Unruhe und spielt sich auf. Am Anfang geht seine Frau auf seine Wünsche, sich für seine angeblichen Taten bewundern zu lassen, ein. Als sie ihm jedoch seine Lügen vorhält, verprügelt er sie. Sie verlässt ihn und er findet Unterschlupf in der unbewohnten Burg. In Zürich tritt er in grotesker Kleidung auf und nennt sich Ritter Manesse von Manegg. Als unterhaltsamer Narr wird er bei den Zusammenkünften der Edelleute im Haus zum Rüden geduldet.
Im „Haus zum Rüden“ trifft Butz auf Ital Manesse, der seinen Freunden, u. a. einem Freiherrn von Sax, die inzwischen über hundert Jahre alte bebilderte Liederhandschrift zeigt. Als die Gesellschaft betrunken ist, stiehlt Butz das Buch, nimmt es mit auf die Burg und spielt die Rolle eines alten Minneritters. Bei seinen Vorträgen wird Buz immer aggressiver und die Menschen trauen sich nicht mehr in die Nähe der Burg. Durch sein Auftreten als Sänger fällt der Verdacht auf ihn, das Buch an sich genommen zu haben, und am Aschermittwoch ziehen „die Junker auf dem Rüden“ zur Manegg, um sie spaßeshalber zu erobern. Durch einen Fackelwurf in ein Fenster lösen sie einen Brand aus, der die ganze Burg erfasst. Von Sax versucht den in den Zimmern herumirrenden und schreienden Falätscher zu retten, kann aber nur noch den Toten, „erlöst von der Qual, sein zu wollen, was man nicht ist“, mit dem Liederbuch in seinen Händen bergen. Ital schenkt ihm die Liederhandschrift und sie bleibt über zweihundert Jahre im Familienbesitz der Herren von Sax auf der Feste Forsteck, bis sie die pfälzischen Kurfürsten nach Heidelberg holen.